# Valeriana densiflora
Valeriana densiflora är en kaprifolväxtart som beskrevs av George Bentham. Valeriana densiflora ingår i släktet vänderötter, och familjen kaprifolväxter. Inga underarter finns listade i Catalogue of Life.